# NGC 501
NGC 501 is een elliptisch sterrenstelsel in het sterrenbeeld Vissen. Het hemelobject ligt 207 miljoen lichtjaar (63,6×106 parsec) van de Aarde verwijderd en werd op 28 oktober 1856 ontdekt door de Iers astronoom William Parsons.